# マンティーリャとバスキーナを着た若い女性
『マンティーリャとバスキーナを着た若い女性』（マンティーリャとバスキーナをきたわかいじょせい、西: Mujer joven con mantilla y basquiña, 英: Young Lady Wearing a Mantilla and Basquina）は、スペインのロマン主義の巨匠フランシスコ・デ・ゴヤが1800年から1805年頃に制作した肖像画である。油彩。古くから書店の店主の妻を描いた作品と考えられてきたが、その根拠となるような資料は知られていない。現在はワシントンD.C.のナショナル・ギャラリー・オブ・アートに所蔵されている。

## 作品
黒いドレスを着た若い女性が四分の三正面を向いて立っている。女性は暗い背景の前でバスキーニャと呼ばれる衣装を着ており、首にネックレスをかけ、アイボリーのレースのマンティーリャで頭部を覆っている。彼女の暗褐色の巻き毛はマンティーリャでほとんど覆われ、額の上にわずかに垂れるのみである。女性はアーチ型の眉毛と、まっすぐな鼻を持ち、ふっくらとしたピンクの唇を閉じ、茶色の瞳で鑑賞者を見つめている。彼女の右手は胸の下でマンティーリャをつかみ、左手には銀白色の閉じた扇子を握っている。ドレスの胸元はマンティーリャのように白く輝き、長いマンティーリャの両端は太股まで垂れている。灰色がかった白い手袋はドレスの膨らんだ短い袖まで引き上げられ、白いリボンで結ばれている。
描かれた女性は伝統的に書店の店主の妻と考えられてきたが、実際の肖像画は女性が上流階級の一員であることを示しており、特定の職業に就いていることを示すものは特に描かれていない。ゴヤのかすれた署名は画面左下にある。
ゴヤはマンティーリャは素早い筆遣いで描き、ネックレスを波打つような少ない筆遣いで描いている。それにもかかわらずゴヤの描写は見事であり、画家の肖像画のほとんどすべてがそうであるように極めて写実主義的である。ゴヤは女性の腕を優雅な印象を与える白い手袋で覆い、マンティーリャを淡い金色と繊細な赤褐色のハイライトで強調している。
制作年代は通常1800年から1807年の間とされ、半島戦争前の数年間に描かれた華麗な女性の肖像画群に属する。モデルが着ているバスキーナは時代とともに変化してきたスペインの伝統的な衣装で、国王カルロス4世とフェルナンド7世の治世中、バスキーナは屋外で着用される半袖のドレスであった。モデルの衣装は同時代のスペインの衣装を描いた1801年の挿絵とよく一致している。この衣装や1800年に描かれた『チンチョン女伯爵の肖像』（La condesa de Chinchón）などの作品との関係から、1801年から1805年頃の作品と考えられている。

## 題名とモデルの特定
モデルについてはいまだはっきりと分かっていない。本作品を書店と結びつけたのはシャルル・イリアルトで、彼は1867年に本作品を『書店主の妻の肖像』（Portrait de cla Librera）と呼んだ。イリアルトがいかなる資料に基づいてこの題名を選択したのかは不明である。もしかしたら当時の所有者から得た情報なのかもしれない。しかし1887年にビニャサ伯爵シプリアーノ・ムニョス・イ・マンサーノは題名にマドリードのフエンテス通りを付け足し、『フエンテス通りの書店主の妻の肖像』とした。さらに1915年にはアウレリアーノ・デ・ベルエテ・イ・モレが通りの名前をカレタス通りに変更した。このベルエテが加えた変更は、後にモデルを特定しようとするバレンティン・サンブリシオ（Valentín Sambricio）の主張を予期するかのようである。サンブリシオはフェルナンド7世が半島戦争後に行った粛清に関する文書を根拠に、肖像画のモデルをカレタス通り4番地に店を構えた書店主アントニオ・バイロ（Antonio Bailó）の配偶者であると主張した。フェルナンド7世は国王に復帰するとフランス占領時に敵国に協力的であったスペイン人を粛清しており、ゴヤの友人の多くが亡命するか命を落とした。このときゴヤもフランスへの協力を疑われた。しかし何人かの人物がゴヤの忠誠を証言した。そうした人物の1人がアントニオ・バイロであった。そこでサンブリシオは肖像画のモデルが書店の主の妻であるというイリアルト以来の主張を受け入れて、両者のつながりが本作品の注文につながったと見なし、彼女がバイロの妻であると結論づけた。その後、バイロの妻はホセ・バルベルデ・マドリード（José Valverde Madrid）の研究によってマリア・マソン（Maria Mazón）という女性であることが判明した。マリアは1807年7月1日にバイロと結婚し、1826年にバイロが死去した後に書店を相続している。ところが、アントニオ・バイロ夫妻が1815年に作成した遺言書の財産目録には、いかなる種類の芸術作品も記載されていない。そのためサンブリシオの研究は興味深いものの、それはあくまでゴヤの伝記としてであり、現在のところ本作品とアントニオ・バイロ夫妻とを直接関連づける根拠とはならない。

## 来歴
肖像画はマドリードの美術収集家セラフィン・ガルシア・デ・ラ・ウエルタ（Serafín García de la Huerta）が所有していたと考えられている。彼の死の翌年の1840年に作成された財産目録には「マンティーリャとバスキーナを着た別の女性、ゴヤ作」と記されており、2,000レアルと評価されている（ただしサイズは高さ、横幅ともに、美術館のものより5センチ小さい）。1867年までにエレディア侯爵がこれを入手したのち、1887年にベニート・ガリガ（Benito Garriga）の手に渡った。この人物はゴヤの絵画の販売に携わったスペインのディーラーで、1890年にパリのオテル・ドルーオで肖像画を売却した。その後、肖像画は政治家で美術収集家のジャン＝ユーベル・デブロースによって所有されたが、1899年にデブロースが死去すると、その翌年にオテル・ドルーオで売却された。肖像画は1906年に画商ポール・デュラン＝リュエルの手に渡り、ニューヨークの実業家・美術収集家ヘンリー・オズボーン・ハヴェマイヤーによって購入された。ハヴェマイヤーはその翌年に死去し、彼の未亡人でやはり美術収集家であったルイジーヌ・ハヴェマイヤーのコレクションに加わった。ルイジーヌの死後は娘のピーター・H・B・フレリングハイゼン夫人アデリーン・ハヴェマイヤー（Adaline Havemeyer）に相続され、彼女が死去した1963年にナショナル・ギャラリー・オブ・アートに遺贈された。

## 複製
2点の複製が知られている。そのうちの1つはエレディア侯爵がオリジナルを売却したときに作成したものである。